# 齿叶赛莨菪
齿叶赛莨菪（学名：Scopolia carniolicoides var. dentata）为茄科赛莨菪属下的一个变种。